# Tumu
Tumu miasto w regionie Region Północno-Zachodni w Ghanie, połączone drogą pierwszej klasy z miastami Wa, Navrongo, Kumasi w Ghanie oraz Léo w Burkina Faso. Tumu jest głównym miastem ludu Sisaala i stolicą dystryktu Sissala East.